# ミッツィ・メイヤーソン
ミッツィ・メイヤーソン（Mitzi Meyerson）は、アメリカ合衆国イリノイ州シカゴ出身の女性チェンバロ奏者。

## 経歴
シカゴの音楽家の家庭に生まれ、シカゴ音楽大学とオバーリン音楽院に学んだ後、ロンドンでモニカ・ハジェットとセーラ・カニンガムとともに室内古楽アンサンブル「トリオ・ソヌリー」を結成し、演奏・録音活動に携わる。
ソリストとしても録音活動を続けており、これまでにブクステフーデ、デュフリ、フォルクレ、ルルー、ベーム、フィッシャーのチェンバロ曲集やクラヴサン曲集を録音している。フィッシャーの《音楽のパルナッソス山 Musicalischer Parnassus 》の録音は、ディアパソン・ドール賞に輝いた。
現在はベルリン芸術大学にて、ワンダ・ランドフスカ以来の歴史を有するチェンバロ科の教授を担当している。